# Alsószentmárton
Alsószentmárton is een plaats (község) en gemeente in het Hongaarse comitaat Baranya. Alsószentmárton telt 1119 inwoners (2001).